# Meehania fargesii
Meehania fargesii là một loài thực vật có hoa trong họ Hoa môi. Loài này được (H.Lév.) C.Y.Wu mô tả khoa học đầu tiên năm 1959.